# Prueba de Papanicolaou
La prueba de Papanicolaou, también conocida por su forma abreviada Pap o como citología vaginal, es una exploración complementaria que se realiza para diagnosticar procesos precancerosos o cancerosos principalmente en el cérvix. Hay otra versión de esta prueba diagnóstica que se enfoca en detectar el cáncer colorrectal. Los resultados anormales de esta prueba suelen ser sucedidos por otros procedimientos de diagnóstico más sensibles para poder determinar la presencia de cáncer cervical.
Consiste básicamente en recoger células del cuello uterino con una espátula especial y el material se coloca en un portaobjetos y es analizado inicialmente al microscopio por un citotecnólogo, siendo el resultado emitido necesariamente por un citopatólogo, haya o no alteraciones en el examen inicial al microscopio, o directamente por un citotecnólogo (biólogo, médico biomédico o farmacéutico) y revisado después por un citopatólogo para emitir un diagnóstico, sólo en los casos positivos. Se trata de una prueba citológica que examina la morfología de las células de la mucosa del cuello uterino y analiza las alteraciones de las células cervicales, denominadas displasia cervical. La displasia que se desarrolla se debe a una infección causada por un virus, llamado virus del papiloma humano (VPH). Este virus altera las células de tal manera que pueden formarse tumores benignos o incluso malignos. En la mayor parte de América Latina, Estados Unidos y Europa ya se ofrecen dos vacunas en clínicas privadas. En Brasil, desde 2014, la vacuna tetravalente (contra cuatro tipos de virus) se ofrece en la red pública para niñas de 9 a 14 años y, desde 2017, para niños de 12 a 13 años.

## Descripción
Una prueba de Papanicolaou se realiza abriendo la vagina con un espéculo y recolectando células en la abertura externa del cuello uterino utilizando una espátula Ayre o un citocepillo. Un método similar se utiliza para recolectar células en el ano de hombres y mujeres. Las células recolectadas se examinan bajo un microscopio para buscar anomalías. La prueba tiene como objetivo detectar cambios potencialmente precancerosos (llamados neoplasia cervical intraepitelial o displasia cervical) causados por el virus del papiloma humano (VPH o HPV, del inglés), un virus de transmisión sexual. La prueba sigue siendo un método eficaz y ampliamente utilizado para la detección temprana del precáncer y el cáncer de cuello uterino. Si bien la prueba también puede detectar infecciones y anomalías en el endocérvix y el endometrio, no está diseñada con estos fines.

### Procedimiento

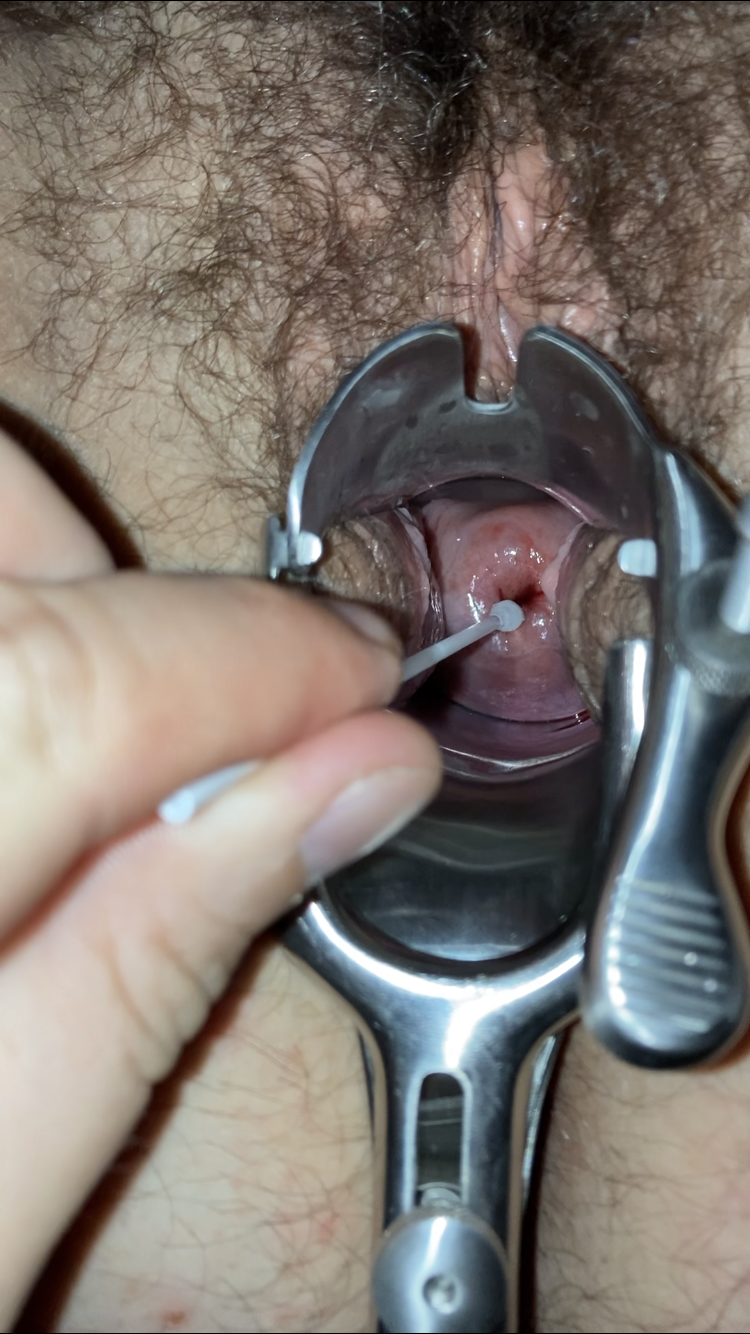
Recogida de muestra para citología thin-prep del cuello uterino de una mujer multípara de 39 años (4 embarazos). El cepillo cervical es visible justo antes de entrar en el cuello uterino.

Según el CDC, las mujeres deben evitar las relaciones sexuales, las duchas vaginales y el uso de medicamentos vaginales o espuma espermicida durante 2 días antes de la prueba. Varios estudios han demostrado que el uso de una pequeña cantidad de lubricante en gel a base de agua no interfiere, oscurece ni distorsiona la citología vaginal. Además, la citología no se ve afectada, ni tampoco algunas pruebas de ETS. Si una mujer ha mantenido relaciones sexuales antes de la prueba, aconseja que acuda a la cita tal y como estaba previsto, pero que se lo comunique al médico. El CDC aconseja que la mujer acuda igualmente si está menstruando;  sin embargo, otras organizaciones sanitarias recomiendan evitar hacerse una citología cervical durante la menstruación, o los 2 días anteriores y posteriores al periodo. Las citologías pueden realizarse durante el periodo menstrual de la mujer, especialmente si el médico utiliza una prueba de base líquida; sin embargo, si el sangrado es extremadamente abundante, las células endometriales pueden ocultar las células cervicales y, si esto ocurre, puede ser necesario repetir la prueba en 6 meses. 
El profesional sanitario comienza introduciendo un speculum en la vagina de la mujer, lo que abre la vagina y permite el acceso al cuello uterino. A continuación, el médico recoge una muestra de células de la abertura externa u orificio externo del cuello uterino raspándolo con una espátula o un cepillo.
La realización de una citología vaginal no debería causar mucho dolor, pero puede resultar incómoda.  El uso del espéculo puede ser doloroso si la mujer tiene vaginismo. Ciertos problemas no tratados como la estenosis cervical también pueden hacer que sea más doloroso.
En una prueba de Papanicolaou convencional, las células se colocan en un portaobjetos de cristal y se llevan al laboratorio para comprobar si hay anomalías.
A veces se utiliza una escobilla de plástico en lugar de la espátula o el cepillo. La escobilla no es tan buen dispositivo de recogida, ya que es mucho menos eficaz para recoger material endocervical que la espátula y el cepillo. La escobilla se utiliza con más frecuencia con la llegada de la citología de base líquida, aunque cualquier tipo de dispositivo de recogida puede utilizarse con cualquier tipo de citología.
La muestra se tiñe utilizando la técnica de Papanicolaou, en la que los colorantes tinctoriales y los ácidos son retenidos selectivamente por las células. Las células no teñidas no pueden verse adecuadamente con un microscopio óptico. Papanicolaou eligió tinciones que resaltaban la queratinización citoplasmática, que en realidad no tiene casi nada que ver con las características nucleares que se utilizan ahora para hacer diagnósticos.
Un solo frotis tiene una superficie de 25 x 50 mm y contiene unos cientos de miles de células por término medio. El cribado con microscopía óptica se realiza primero a baja potencia (10x) y luego se pasa a una potencia mayor (40x) al observar hallazgos sospechosos. Las células se analizan a alta potencia en busca de cambios morfológicos indicativos de malignidad (incluido un núcleo agrandado y de forma irregular, un aumento de la relación núcleo/citoplasma y una cromatina más gruesa e irregular). Se requieren aproximadamente 1000 campos de visión con una potencia de 10x para el cribado de una sola muestra, lo que lleva una media de 5 a 10 minutos. 
En algunos casos, un sistema informático puede preseleccionar los portaobjetos, indicando los que no necesitan ser examinados por una persona o resaltando las áreas que requieren una atención especial. A continuación, un citotecnólogo especialmente formado y cualificado suele examinar la muestra con un microscopio óptico. La terminología sobre quién examina la muestra varía según el país; en el Reino Unido, el personal se conoce como citotécnicos, científicos biomédicos (BMS), médicos avanzados y patólogos. Los dos últimos asumen la responsabilidad de informar sobre el resultado del examen. Estos dos últimos se encargan de informar sobre la muestra anormal, que puede requerir una investigación más exhaustiva.

### Eficacia
La prueba de Papanicolaou, cuando se combina con un programa regular de cribado y un seguimiento adecuado, puede reducir las muertes por cáncer de cuello uterino hasta en un 80%.
El fracaso de la prevención del cáncer mediante la prueba de Papanicolaou puede producirse por muchas razones, entre las que se incluyen la no realización de cribados periódicos, la falta de seguimiento adecuado de los resultados anormales y los errores de muestreo e interpretación. En EE. UU., más de la mitad de todos los cánceres invasivos se producen en mujeres que nunca se han sometido a una citología; entre un 10 y un 20 % adicional de los cánceres se producen en mujeres que no se han sometido a una citología en los cinco años anteriores. Aproximadamente una cuarta parte de los cánceres de cuello uterino en EE. UU. se produjeron en personas que tenían una citología vaginal anormal pero que no recibieron el seguimiento adecuado (la paciente no volvió para recibir atención o el médico no realizó las pruebas o el tratamiento recomendados). 
No se ha demostrado que las pruebas de Papanicolaou prevengan el adenocarcinoma de cuello uterino. En el Reino Unido, que cuenta con un programa de cribado de la citología vaginal, el adenocarcinoma representa aproximadamente el 15% de todos los cánceres de cuello uterino.
Las estimaciones sobre la eficacia del sistema de llamada y retirada del Reino Unido varían ampliamente, pero puede evitar unas 700 muertes al año en el Reino Unido. 
Múltiples estudios han realizado análisis de sensibilidad y especificidad de la citología vaginal. El análisis de sensibilidad refleja la capacidad de la citología vaginal para identificar correctamente a las mujeres con cáncer de cuello uterino. Diversos estudios han revelado que la sensibilidad de la citología vaginal oscila entre el 47,19 y el 55,5%. El análisis de la especificidad refleja la capacidad de la citología vaginal para identificar correctamente a las mujeres sin cáncer de cuello uterino. Diversos estudios han revelado que la especificidad de la citología vaginal oscila entre el 64,79 y el 96,8%. Aunque la citología vaginal puede no ser del todo precisa, sigue siendo una de las herramientas más eficaces para la prevención del cáncer de cuello uterino. Las citologías pueden complementarse con pruebas de ADN del VPH.

## Objetivo
El objetivo de esta prueba consiste en encontrar los cambios de las células del cuello uterino que son precursoras del cáncer, antes de que empiecen a causar síntomas y permitiendo que los tratamientos sean eficaces. El cáncer cervicouterino es una enfermedad 90 % prevenible, si la prueba de Papanicolau se realiza regularmente. Esta prueba deben realizársela todas las personas que hayan iniciado su vida sexual una vez al año durante dos o tres años consecutivos, y si los resultados son negativos se repetirá cada tres a cinco años en caso de no haber factores de riesgo y hasta los 65 años. Si existen factores de riesgo para cáncer de cuello de útero (inicio a temprana edad de relaciones sexuales, infección por virus del papiloma humano, enfermedades de transmisión sexual, tabaquismo, multiparidad, inmunodepresión o toma de anticonceptivos orales) el seguimiento tendrá que ser anual.
La técnica de Papanicolau puede aplicarse también a la citología de otros órganos, desde material expectorado de las vías respiratorias hasta un cepillado endoscópico gástrico, así como un hisopado nasal o rectal.

## Análisis clínico

Sección del útero y la vagina.

Las muestras utilizadas para esta prueba se toman de tres sitios: 
- Endocérvix, que es el orificio que comunica con el útero.
- Cérvix, que es la parte más externa del útero, y que comunica directamente con la vagina.
- Vagina

Si el estudio se realiza durante el embarazo, la muestra no se tomará del endocérvix, sino únicamente del cuello uterino externo y la vagina.
Aunque se trata de una prueba con baja sensibilidad (50-60 %) y una alta tasa de falsos negativos (30 %), en muchos casos se trata de errores en la toma de muestra o del laboratorio. Puede mejorarse la técnica usando la citología en medio líquido que consiste en diluir la muestra en una solución fijada para su procesamiento (eso permite además el estudio de infección por virus del papiloma humano).
Si el resultado es positivo, según las circunstancias particulares y el resultado concreto de cada caso, existen diversas opciones: puede realizarse de nuevo la toma después de transcurridos seis meses o incluso realizarse un examen llamado colposcopia, que permite observar la lesión sospechosa in situ y tomar biopsia. Un profesional de la salud es quien debe orientar al paciente, teniendo en cuenta todos los datos de la historia clínica.
La prueba de Papanicolau es un examen barato, fácil y simple que cualquier médico u obstetra puede realizar y que contribuye eficazmente al diagnóstico precoz del cáncer del cuello uterino. La muestra obtenida debe ser analizada por médicos especializados en anatomía patológica con formación específica. Su uso ha reducido las muertes por cáncer de cérvix en más del 50 %.

## Resultados
Los resultados anormales se clasifican siguiendo el sistema Bethesda:
- Anomalías de las células escamosas (SIL)
  - Células escamosas atípicas de significado incierto (ASC-US)
  - Células escamosas atípicas sugestivas de alto grado (ASC-H)
  - Lesiones intraepiteliales escamosas de bajo grado (L-SIL)
  - Lesión intraepitelial escamosa de alto grado (H-SIL)
  - Carcinoma de células escamosas (SCC)
- Anomalías de las células epiteliales glandulares (AGC)
  - Las células glandulares atípicas no especificados en otra (AGC-NOS)
  - Las células glandulares atípicas que sugieren neoplasia (AGC-Neo)
  - Adenocarcinoma in situ endocervical (AIS)
  - Adenocarcinoma (AC)

## Historia
El método fue nombrado en honor a su inventor, Georgios N. Papanikolaou (en griego, Γεώργιος Παπανικολάου; 13 de mayo de 1883 – 19 de febrero de 1962), un médico griego pionero en citología y detección temprana de cáncer. Georgios Papanikolaou inició sus investigaciones en 1923. Aurel Babeș hizo descubrimientos similares de forma independiente en 1927. Sin embargo, el método de Babeș era radicalmente distinto del de Papanikolaou.
La prueba de Papanicolaou fue finalmente reconocida sólo después de un artículo destacado en el American Journal of Obstetrics and Gynecology en 1941 por Papanikolaou y Herbert F. Traut, un ginecólogo estadounidense. Una monografía titulada Diagnosis of Uterine Cancer by the Vaginal Smear que publicaron contenía dibujos de las diversas células observadas en pacientes sin enfermedad, condiciones inflamatorias y carcinoma preclínico y clínico. La monografía fue ilustrada por Hashime Murayama, que más tarde se convertiría en ilustrador de la National Geographic Society. Tanto Papanikolaou como su esposa, Andromachi Papanikolaou, dedicaron el resto de sus vidas a enseñar la técnica a otros médicos y personal de laboratorio.
Una versión simplificada del Pap fue introducida por Anna Marion Hilliard en 1957.